# 桜井雪
桜井 雪（さくらい すすぎ、6月13日 - ）は、日本の漫画家。大阪府出身。血液型はA型。
1995年、『花とゆめプラネット増刊』掲載の「花はきみの両手いっぱい」でデビュー。以後、白泉社の漫画雑誌『花とゆめ』、『ザ花とゆめ』、『別冊花とゆめ』等で主に恋愛物の短編を発表している。
代表作「ショート寸前!」は当初読み切りとして描かれた作品だったが、好評により不定期連載され、最終的にコミックス5巻まで発売された。

## 作品リスト

### 単行本
- 『ショート寸前!』白泉社〈花とゆめコミックス〉2000年 - 2003年、全5巻
  - 第1巻併録：オンナノコ オトコノコ
  - 第2巻併録：技師室のペテンシ
  - 第4巻併録：嘆きのベクトル / お城のてっぺん〜最上階の悪徳〜
  - 第5巻併録：恋愛無常 / ハッカ・ドロップ
- 『ラヴァーズα』白泉社〈花とゆめコミックス〉2004年、短編集
  - 収録作品：ラヴァーズα / 史上最悪のロマンス / SLの女王様 / THE END
- 『灰になるまで』白泉社〈花とゆめコミックス〉2005年、短編集
  - 収録作品：灰になるまで / ジャマなやつら / ELECTRIC SWEETIE / Flower Taste / 嘘を飾って
- 『ANGEL DUSTER』白泉社〈花とゆめコミックス〉2006年、短編集
  - 収録作品：ANGEL DUSTER / 太陽の中の恋人たち / 長靴に入った猫 / レンアイモドキ〜疑似恋愛に捧ぐ〜

### 単行本未収録作品
- ハードにやさしく（『花とゆめプラネット増刊』1994年9/15号）
- 花はきみの両手いっぱい（『花とゆめプラネット増刊』1995年11/15号）
- もうすぐ春やねん（『花とゆめ』1996年6号）
- 世界の果てまで（『ザ花とゆめ』2005年4/1号 - 2005年8/1号）
- 愛しのPUNK STAR（『ザ花とゆめ』2006年9/25号）
- のぞいてみてごらん（『別冊花とゆめ』2007年2月号）
- シャンプーガール（『Love Jossie』2015年Vol.4）
- 部屋と先生と私（『Love Jossie』2018年Vol.32）
- 夜へおいで（『Love Jossie』2019年Vol.44）

### その他
- BOY MEETS A GIRL（『赤ちゃんと僕トリビュート』2009年刊） - 羅川真里茂『赤ちゃんと僕』のトリビュート漫画。